# Jakub Egit
Jakub Egit (hebräisch יעקב עגיט‎, * 27. September 1908 in Boryslaw; † 1996) war ein polnisch jüdischer Politiker.

## Geschichte
Im Jahre 1945 begann Egit ein Projekt, um 50 000 Juden in die Stadt Dzierżoniów (ehemals Reichenbach) umzusiedeln, eines der Gebiete, die im Zuge der Westverschiebung Polens an Polen gekommen waren. Seine Beweggründe waren eine „genaue Wiedergutmachung und Gerechtigkeit, indem frühere deutsche Siedlungen zu jüdischen gemacht werden“ („exact retribution and justice by making the former German territory a Jewish settlement“).
Jakub Egit sagte als Präsident des WKŻ – Wojewódzki komitet Żydów (Woiwodschaftskomitee der Juden) Niederschlesien: „Meine Absicht war es eine jiddische Siedlung in Niederschlesien zu gründen“ (My intention was to establish a Yiddisch Yischuv in Lower Silesia). Egits Siedlungsprojekt wurde durch das Zentralkomitee der Juden in Polen unterstützt, das die Ansiedlung von erwarteten 100.000 so genannten repatriierten Juden aus der Sowjetunion in Niederschlesien beabsichtigte.
Mit anfänglicher Unterstützung sowjetischer Kommunisten siedelte sich nach Egits Plan eine Gruppe KZ-Überlebender dort an und jüdische Schulen, Krankenhäuser, Waisenhäuser und ein Verlagshaus in Wrocław wurden errichtet. Im Jahre 1948, nach der Staatsgründung Israels, zogen die Kommunisten ihre Unterstützung zurück. Egit wurde inhaftiert und die meisten Juden aus Dzierżoniów wanderten nach Israel aus. 
Er war der Autor des J'idysz Buch in Warschau. 1957 wanderte er nach Kanada aus. 1991 publizierte er seine Autobiographie Grand Illusion.